# ریوتا کانو
ریوتا کانو (ژاپنی: 加納 遼大؛ زادهٔ ۱۰ مهٔ ۱۹۹۲) بازیکن راگبی اهل ژاپن است.